# Cryptaspasma lugubris
Cryptaspasma lugubris es una especie de polilla del género Cryptaspasma, categorizada en la tribu Microcorsini, de la subfamilia Olethreutinae.

## Distribución
Se distribuye por el Amazonas.

## Taxonomía
Fue descrita por Felder & Rogenhofer en 1875 y publicada en (Penthina), Reise st. Fregatte Novara (Zool.) (2) 5: pl. 138, fig. 32.